# پترونیوس
گایوس پترونیوس آربیتر (Gaius Petronius Arbiter؛ با تلفظ ‎/pɪˈtroʊniəs/‎)، (زادهٔ ۲۷ میلادی - درگذشتهٔ ۶۶ میلادی)، یکی از درباریان دوران نرون بود و او را نویسندهٔ کتاب ساتیریکون می‌دانند که مضمونی طنز دارد. او را به خیانت محکوم کردند اما پیش از رسیدن حکم، با خودکشی به زندگی خود پایان داد.
سیارکی را به افتخار او پترونیوس ۳۲۴۴ نامیده‌اند.

## زندگی
تاسیتوس، پلوتارک و پلینیوس، پترونیوس را داور زیبایی (به لاتین: elegantiae arbiter و rbiter elegantiarum) در دربار نرون دانسته‌اند. او در ۶۲ میلادی کنسول روم بود و کمی بعد به سنا راه یافت. هیچ‌یک از منابع باستان چیزی بیشتر دربارهٔ زندگی او یا نویسندگی‌اش بیان نکرده‌اند. تنها در نسخه‌ای از کتاب ساتیریکون که در ۱۴۵۰ میلادی نسخه‌برداری شده، نام نویسنده را تیتوس پترونیوس عنوان کرده‌اند که به پترونیوس آربیتر اشاره دارد.

## مرگ
جایگاه بالای او در دربار باعث برانگیختن دشمنی‌ها و حسودی‌ها شد. تیگلینوس، رئیس گارد امپراتوری او را به خیانت متهم کرد. او را در ۶۵ میلادی در کومای دستگیر کردند. او منتظر رای دادگاه نماند و دست به خودکشی زد. ماجرای خودکشی برازندهٔ او در شانزدهمین کتاب تاریخچهٔ تاسیتوس آمده‌است.